# M60 motorway
Der M60 motorway (englisch für ‚Autobahn M60‘) ist eine 58 Kilometer (36 Meilen) lange Autobahn in England, die einen Autobahnring rund um Manchester bildet. Deshalb wird sie auch „Manchester Orbital“ genannt und ist die einzige vollständige Ringautobahn des Landes. London Orbital ist zwar länger, aber im Osten durch die A282 (Dartford Crossing) unterbrochen. Neben dem größten Teil der Stadt Manchester (ausgenommen Wythenshawe und Flughafen Manchester) liegen auch Städte wie Salford und Eccles innerhalb des Rings, der durch alle Metropolitan Boroughs von Greater Manchester, mit der Ausnahme von Wigan und Bolton, verläuft.

## Geschichte
Der M60 entstand aus der Zusammenfassung dreier Autobahnen: M62, M63 und M66. Nur der letzte Abschnitt zwischen den Anschlussstellen 19 und 24 wurde tatsächlich als M60 eröffnet.
| Abschnitt     | Ursprüngliche Autobahn |
| ------------- | ---------------------- |
| AS 01 – AS 12 | Motorway M63           |
| AS 12 – AS 18 | Motorway M62           |
| AS 18 – AS 19 | Motorway M66           |
| AS 19 – AS 24 | Motorway M60           |
| AS 24 – AS 25 | Motorway M66           |
| AS 25 – AS 01 | Motorway M63           |

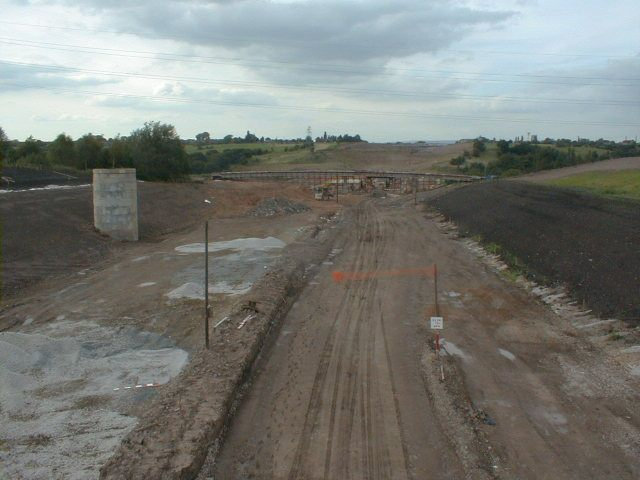
Bau des letzten Abschnitts, August 1999

Der erste Abschnitt wurde schon 1960 zwischen den AS 7 und 13 eröffnet und war eine der ersten Autobahnen des Vereinigten Königreichs. Damals trug dieser Abschnitt die Nummer M62, die nur als Westumgehung von Manchester und Salford dienen sollte. Mit dem Bau der Brücke über den Manchester Ship Canal begann auch der Bau der Autobahnen im Land, noch vor den bekannteren Abschnitten des M6 bei Preston oder des M1 zwischen Watford und Rugby.
Der nächste Abschnitt entstand als Teil der nun als von der Westküste zur Ostküste geplanten Autobahn M62 zwischen den heutigen AS 12 und 18, mit der Eröffnung in 1971. Nach der Eröffnung des Abschnitts Richtung Liverpool erhielt der Teil südlich des Autobahnkreuzes Worsley die Nummer M63. Diese wurde in einer Serie von weiteren Ortsumgehungen stückweise nach Osten, bis zur heutigen AS 25 verlängert, mit der Fertigstellung im Jahr 1982. Der kleine Teil zwischen den AS 18 und 19 am damaligen M66 entstand als südlicher Teil der Ortsumgehung von Bury, mit der Eröffnung im Jahr 1975. 1989 wurde der Abschnitt von Stockport bis Denton (Anschluss an den M67) eröffnet und als M66 bezeichnet.
Der Bau des fehlenden Teilstücks des M66 zwischen Bury und Denton begann erst in den späten 1990er Jahren. Es war zwar als M66 geplant, nach der Eröffnung im Oktober 2000 wurde es, ebenso wie die schon vorher genannten Autobahnen, Teil der neuen Ringautobahn M60.

## Sonstiges

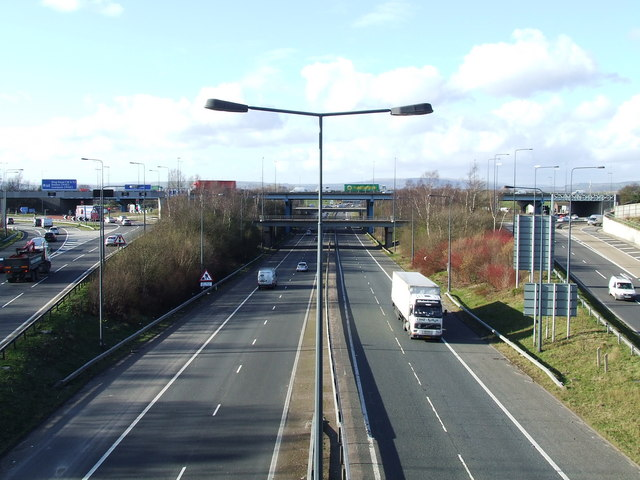
Der Autobahnknoten Simister Interchange

- Die Autobahn hatte von 1987 bis Mai 2006 einen eine Meile langen Zubringer bei Sale (an der AS 8), der die Nummer A6144(M) trug. Er war in Großbritannien außergewöhnlich, da er vollständig nur zweispurig ohne Standstreifen war, während andere zweispurige Autobahnen zumindest teilweise vierspurig sind. Heute ist dieser Zubringer Teil der A6144.[2]
- Der Knoten an der AS 18 (Simister Interchange) ist ein Beispiel eines Kreisverkehr-Knotens. Dort liegt ein TOTSO – von Osten kommend fährt man weiter auf den M66, während von Westen die fortführende Straße die Nummer M62 trägt. Der Kreisel selbst wurde auf sechs Spuren erweitert und hat auf jeder Einfahrt ein Paar von Ampeln.[3]
- Die heutige AS 25 wäre ursprünglich ein Autobahnknoten gewesen – bis heute zu erkennen an der Lücke zwischen den zwei Fahrbahnen, die Knotenrampen des zukünftigen Knotens hätten werden sollen. Nach Osten würde die M63 weiter nördlich von Bredbury verlaufen, während es nach Süden die A6(M) gegeben hätte, eine kurze Autobahn östlich von Stockport und Hazel Grove.[4]